# Константин V Копроним
Константин V Копроним (на гръцки: Κωνσταντίνος Ε' Κοπρόνυμος) е византийски император от Исаврийската династия (наричана и Сирийска; основателят ѝ Лъв III Исавър, по народност – исавриец, е роден в сирийската област Комагена). 
Той е син на Лъв III и съпругата му Мария. Женен е за Ирина Хазарска  (Чичак), дъщеря на хазарски каган, съюзник на Византия, против арабите и българите.
Управлява от 18 юни 741 до смъртта си на 14 септември 775 година. Константин V несъмнено е един от най-способните пълководци и администратори, управлявали Византийската империя, но и сред най-ненавижданите ѝ владетели, поради опита му да наложи чрез насилие иконоборството като официална религиозна доктрина в Империята. 
Физически и психически нездрав, склонен към жестоки и безмилостни наказания, Константин Копроним остава крайно непопулярен сред масата от населението и духовенството в столицата, за което свидетелства и прозвището му, значещо „Лайното“ (от kopros „фекалии“, и onoma „име“; букв. „Лайнозвани“) измислено от религиозните му противници. Подкрепян е главно от страна на малоазийските военни, сред които преобладават иконоборчески убеждения.
При двора на Константин Копроним живее и учи неговият биограф – Теофан Изповедник – виден иконопочитател.

## Вътрешна политика

### Гражданска война
Скоро след възкачването си на престола Константин V е изправен пред гражданска война (741 – 743 г.), избухнала поради недоволството срещу иконоборската политика на императора, наследена от предходника му, който е и първият й представител във византийската политика, разполагащ със значителна власт. 
Докато Константин V се отправя срещу арабите в Мала Азия през 741/2 г., стратегът Артавазд се обявява за император в темите Тракезион и Опсикион, с подкрепата на арменски отряди, при което Константин е принуден спешно да се върне обратно, за да събере войски в Анатолия. Артавазд е приветстван от народа в Константинопол, където официално бива коронясан за император. Той възстановява иконопочитанието, с което печели одобрение сред голяма част от населението. Към средата на 743 г. Константин, подкрепен от повечето азиатски войски, надделява над узурпатора, който по-късно същата година е детрониран и ослепен. Потушаването на бунта към края на 743 г. е последвано от засилен терор и масови екзекуции. Отчитайки опасността от съсредоточаване на прекомерна власт в ръцете на стратезите, Константин V разделя темата Опсикион (преди това изцяло контролираща южните брегове на Мраморно море) на две, като от източната ѝ част създава новата тема Вукеларион. За да спре тенденцията към етнически групирания в армията, императорът разбива военните единици във всяка тема, формирани на етнически принцип, и слива военните поделения от различните теми в по-големи бойни единици, които използва в походите си срещу араби и българи:с. 85.

### Иконоборски терор
Характерни за отношението на Констанин Копроним към иконопочитетелите са различни изяви на религиозен фанатизъм – публични унижения и избивания на монаси, унищожение на християнски реликви и разсипване на манастири. Провежда се усилена политика на терор и секуларизация. Заради тези си дела, императорът е силно намразен от голяма част от поданиците си, а най-вече – от духовенството. Тези тенденции се засилват, след като през 754 г. Константин V свиква църковен събор в Йерия до Константинопол, на който е взето решение за строга забрана на култа към иконите – обявен от събора за еретичен, а пълното им премахване и унищожаване – за препоръчително и дори – задължително. Тази политика е провеждана изключително сурово и е придружена с големи жестокости. Особено тежки злополучия сполетяват монасите:
| „                 | Много от монасите погуби чрез побой с камшик, други с меч, а на безброй много извади очите. На някои намазваше брадите с мехлем от восък и масло и го запалваше, като изгаряше по този начин лицата и главите им. | “ |
| Теофан Изповедник | |   |

## Външна политика
Неуморим и талантлив военачалник, Константин V води няколко офанзивни кампании срещу отслабения от вътрешни борби Арабски халифат, завладява Северна Сирия през 746 г., а на следващата година арабският флот е разгромен от византийския при остров Кипър, който по-късно е отново присъединен към империята. През 752 г. императорът предвожда нова успешна кампания срещу арабите в Армения, като  превзема и разрушава Мелитена (съвременна Малатия) и Теодосиопол и достига до горното течение на река Ефрат. Пред 770 г. арабите, нахлули в Мала Азия, още веднъж са разбити, но след това те опустошават Кипър.
Императорът извършва редица размествания на населението. За да разреди иконопочитателското население на Тракия, преселва там големи групи сирийци – монофизити и арменци – павликяни:с. 85. През 746 – 9 година Константин V заселва няколкостотин хиляди гърци от Континентална Елада и от егейските острови в Константинопол, обезлюден от чумна епидемия през 745 г. По този начин подсилва гръцкия елемент в столицата и поставя под контрол едно иконопочитателско население:с. 85. Реформира административното деление на империята и подобрява ефективността на полевата армия като създава нови поделения – тагми.
Ангажиран главно с конфликтите на Балканите и Мала Азия, Константин V оставя на заден план защитата на владенията в Италия, където през 751 г. Равена е превзета от лангобардите (ломбардите). Към края на управлението му те завладяват и град Рим, който никога повече не е върнат под властта на Византия.

### Походи срещу България
Между 756 и 775 г. Константин V организира общо девет похода срещу Дунавска България с цел унищожаването ѝ.
През 756 г. разгромява българските войски, водени от Кормисош, при крепостта Бурдизон, която в чест на победата е преименува на Булгарофигон. 
В същата година организира втори поход с пехота в Тракия и с флот по Дунав. При крепостта Маркели разбива българската войска на хан Винех, а българският владетел сключва мирен договор с него, задължавайки се да изпрати децата си заложници в Константинопол.
През 759 г. е третият поход, но византийската войска е разбита в Битката при прохода Веригава и е принудена да се оттегли. Отказът на хан Винех да преследва отстъпващия в Тракия Константин довежда до свалянето му от престола.
През 763 г. организира четвърти поход, в който участие взема флот от 800 кораба, а пехотата, навлизаща в Тракия, е ръководена от самия император. На 30 юни 763 г. командваната от хан Телец българска войска е разгромена в равнината при Анхиало. Част от българите са пленени, откарани в Константинопол, за да украсят триумфа на императора, а след това – убити от тълпата.:с. 86
През 765 г. византийският император предприема петия по ред поход срещу България. Към делтата на Дунав изпраща двехиляден флот, а сам той с пехотата се установява при Верегава. Новият български хан – Сабин – търси мирно съглашение, но императорът отказва. Внезапно разразила се буря разбива византийския флот и походът се прекратява. Новото предложение на българския хан за сключване на мир с Византийската империя му струва престола.
Шестият поход на Константин V срещу Първата българска държава се провежда през 768 г., когато войските му достигат дълбоко във вътрешността й, но срещат ожесточена съпротива и са принудени да се оттеглят.
През 774 г. Константин V организира седми поход срещу България, когато идва с 2000-ен флот във Варна, но решава да го прекрати. 
Същата година императорът организира осмия си поход, който първоначално е успешен, но е прекратен, след като при Месемврия флотът на византийците е връхлетян от морска буря. Междувременно императорът получава тайно послание от българския хан Телериг, което го уведомява, че поради нестабилното си положение във властта ханът планира да избяга във Византия. Виждайки една възможност да увеличи безредиците в българската държава, император Константин склонява да изпрати на Телериг списък с ромейските тайни агенти, шпиониращи в България, за да съдействат за бягството му. Вместо това Телериг заповядва да ги заловят и избият всичките. Според Теофан Изповедник: „Като чул това, Константин изскубал много от побелелите си коси“.
Последния си – девети поход – Константин V Копроним организира през 775 г., след разправата на хан Телериг с византийските доносници, но походът пропада поради апоплектичен удар и последвалата смърт на императора.:с. 88

## Семейство
Първи брак: с Ирина Хазарска (Чичак) († ок. 750 г.); имат един син:
- Лъв IV, византийски император

Втори брак: с Мария († 751 г.); не е известно да са имали деца.
Трети брак: с Евдокия (от 768 г.), коронована за августа на 1 април 768 г.; имат петима сина и една дъщеря:
- Христофор (* ок. 753, † сл. 812 г.), от 2 април 769 г. – кесар
- Никифор (* ок. 756/758, † сл. 812 г.), от 2 април 769 г. – кесар
- Никита (Никета), нобилисимус от май 769
- Евдоким, нобилисимус от май 769
- Антим, нобилисимус от май 769
- Антуса Омонийска (* 757, † 809) – игуменка на Омонийския манастир (Константинопол).